# Epitausa adelpha
Epitausa adelpha är en fjärilsart som beskrevs av Felder 1874. Epitausa adelpha ingår i släktet Epitausa och familjen nattflyn. Inga underarter finns listade i Catalogue of Life.